# Río Matapuerca
Río Matapuerca är ett vattendrag i Spanien.   Det ligger i provinsen Province of Córdoba och regionen Andalusien, i den centrala delen av landet, 260 km söder om huvudstaden Madrid.